# Hemerodromia
Hemerodromia är ett släkte av tvåvingar. Hemerodromia ingår i familjen dansflugor.

## Dottertaxa tillHemerodromia, i alfabetisk ordning[1][2]
- Hemerodromia acuminata
- Hemerodromia acutata
- Hemerodromia adulatoria
- Hemerodromia albicornis
- Hemerodromia alida
- Hemerodromia apicalis
- Hemerodromia apiciserrata
- Hemerodromia baetica
- Hemerodromia basalis
- Hemerodromia beijingensis
- Hemerodromia bethiana
- Hemerodromia bifurcata
- Hemerodromia brevifrons
- Hemerodromia brunnea
- Hemerodromia burdicki
- Hemerodromia captus
- Hemerodromia cataluna
- Hemerodromia chelata
- Hemerodromia chillcotti
- Hemerodromia chita
- Hemerodromia chitaoides
- Hemerodromia choulyana
- Hemerodromia claripennis
- Hemerodromia coleophora
- Hemerodromia concava
- Hemerodromia concinna
- Hemerodromia curvata
- Hemerodromia defessa
- Hemerodromia denticulata
- Hemerodromia digitata
- Hemerodromia dorsalis
- Hemerodromia dorsata
- Hemerodromia dromodromoa
- Hemerodromia duce
- Hemerodromia elongata
- Hemerodromia elongatiodes
- Hemerodromia empiformis
- Hemerodromia euneura
- Hemerodromia exhibitor
- Hemerodromia fibrina
- Hemerodromia flaviventris
- Hemerodromia flexiformis
- Hemerodromia furcata
- Hemerodromia gaditana
- Hemerodromia gagneuri
- Hemerodromia gereckei
- Hemerodromia glabella
- Hemerodromia gogi
- Hemerodromia gonatopus
- Hemerodromia goya
- Hemerodromia guangxiensis
- Hemerodromia hammanica
- Hemerodromia haruspex
- Hemerodromia hermelina
- Hemerodromia icenae
- Hemerodromia illiesi
- Hemerodromia iqasoa
- Hemerodromia isserana
- Hemerodromia joosti
- Hemerodromia jugulator
- Hemerodromia kumia
- Hemerodromia lativitta
- Hemerodromia laudatoria
- Hemerodromia ligata
- Hemerodromia loba
- Hemerodromia lomri
- Hemerodromia macrocephala
- Hemerodromia maculata
- Hemerodromia magogi
- Hemerodromia maia
- Hemerodromia mazoviensis
- Hemerodromia melangyna
- Hemerodromia melanosoma
- Hemerodromia menghaiensis
- Hemerodromia menglunana
- Hemerodromia moqimoqilia
- Hemerodromia nigrescens
- Hemerodromia nigrolineata
- Hemerodromia nympha
- Hemerodromia oratoria
- Hemerodromia orientalis
- Hemerodromia pila
- Hemerodromia portia
- Hemerodromia puerensis
- Hemerodromia radialis
- Hemerodromia raptoria
- Hemerodromia raradamua
- Hemerodromia reclinata
- Hemerodromia resurrecta
- Hemerodromia rhomboides
- Hemerodromia rogatoris
- Hemerodromia seguyi
- Hemerodromia senivaua
- Hemerodromia serpa
- Hemerodromia serrata
- Hemerodromia simplicinervis
- Hemerodromia sinclairi
- Hemerodromia slovenica
- Hemerodromia spectabilis
- Hemerodromia spiculata
- Hemerodromia spinosa
- Hemerodromia splendens
- Hemerodromia stellaris
- Hemerodromia striata
- Hemerodromia subapicalis
- Hemerodromia subchelata
- Hemerodromia subiqasoa
- Hemerodromia subspinosa
- Hemerodromia sufflexa
- Hemerodromia superstitiosa
- Hemerodromia susana
- Hemerodromia tarda
- Hemerodromia tebbarana
- Hemerodromia telloutica
- Hemerodromia tigrigrana
- Hemerodromia todrhana
- Hemerodromia ultima
- Hemerodromia unilineata
- Hemerodromia ursula
- Hemerodromia wagneri
- Hemerodromia vates
- Hemerodromia watlingi
- Hemerodromia vittata
- Hemerodromia votovotoa
- Hemerodromia vucea
- Hemerodromia vulacia
- Hemerodromia vutivutia
- Hemerodromia xanthiocephala
- Hemerodromia xanthocephala
- Hemerodromia xiphias
- Hemerodromia xizangensis
- Hemerodromia yunnanensis
- Hemerodromia zarcana
- Hemerodromia zwicki